# Alstom Movia
Alstom Movia (розроблений як Adtranz Movia, а пізніше продавався як Bombardier Movia) — серія метропотягів, сконструйованих Adtranz і пізніше виготовлених Bombardier Transportation і Alstom. 
Конструкцію та оболонку корпусу можна повністю налаштувати відповідно до потреб кожної мережі, яка її замовляє. На відміну від більшості традиційних метропотягів, вони зазвичай мають зчленування між вагонами на всю ширину, що дозволяє пасажирам пройти по всій довжині поїзда. 
Дизайн був розроблений Adtranz, який був придбаний Bombardier у 2001 році. 
Після придбання Bombardier 29 січня 2021 року Alstom відповідає за виготовлення та постачання метропотягів Movia. 

## Експлуатанти

### Канада
- Toronto Transit Commission[en] (Метрополітен Торонто)
  - 80 шестивагонних поїздів[en] (загалом 480 вагонів)[2][3]

### Китай
- Метрополітен Гуанчжоу Movia 456 – 34 шестивагонних потягів (204 вагони).
- Шанхайський метрополітен: 134 шестивагонних потяги (804 вагони).
- Шеньчженський метрополітен: 22 шестивагонних потяги (132 вагони).

### Індія
- Делійський метрополітен: 77 восьмивагонних поїздів (616 вагонів) – ІІ черга (58 потягів в експлуатації)[4][5][6]
- Канпурський метрополітен[en]: 67 тривагонних поїздів (201 вагон)

### Румунія
- Бухарестський метрополітен: 44 потяги «Movia 346» (264 вагони)

### Сінгапур
- SBS Transit[en] (MRT): 92 тривагонних поїздів (276 вагонів)
- SMRT Trains[en] (MRT): 106 автоматизованих шестивагонних потягів (636 вагонів)

### Швеція
- Стокгольмський метрополітен
  - 270 тривагонних потягів SL C20[en].
  - 96 чотиривагонних потягів SL C30[en] Movia (384 вагони)

### Велика Британія
- Лондонський метрополітен
  - 47 восьмивагонних поїздів (London Underground 2009 Stock) для лінії Вікторія
  - 133 семивагонних поїздів S7 на лініях Кільцева, Дистрикт і Гаммерсміт-енд-Сіті та 59 восьмивагонних поїздів S8 на лінії Метрополітен
  - Загалом 1771 вагонів

### Сполучені Штати
- Метрополітен Затоки Сан-Франциско: 775 вагонів
- Нью-Йоркський метрополітен: 318 вагонів R179 (New York City Subway car)[en]